# Tướng lĩnh Quốc gia Việt Nam
Trước khi Quân đội Quốc gia Việt Nam được thành lập, một số chỉ huy cao cấp của lực lượng phụ lực quân cũng mang hàm cấp tướng, chỉ có giá trị danh nghĩa nội bộ. Người mang cấp bậc cao nhất là ông Phan Văn Giáo, Thủ hiến Trung phần, người sáng lập lực lượng Việt binh đoàn, được Cựu hoàng Bảo Đại phong cấp Trung tướng năm 1948. Mãi đầu năm 1952, Đại tá Nguyễn Văn Hinh, Chánh võ phòng Quốc trưởng Bảo Đại được phong quân hàm Thiếu tướng Quân đội Quốc gia Việt Nam và được bổ nhiệm vào Tổng tham mưu trưởng của Bộ Tổng tham mưu Quân đội Quốc gia Việt Nam mới được thành lập. Ông chính là tướng lĩnh chính thức đầu tiên của Quân đội Quốc gia Việt Nam.
| TT | Họ tên              | Thời gian sống | Cấp bậc                                | Chức vụ khi thụ phong                                         | Ghi chú                                                                                    |
| -- | ------------------- | -------------- | -------------------------------------- | ------------------------------------------------------------- | ------------------------------------------------------------------------------------------ |
| 1  | Nguyễn Văn Hinh     | 1915-2004      | Thiếu tướng (1952) Trung tướng (1953)  | Tổng tham mưu trưởng Quân đội Quốc gia Việt Nam               | Tướng lĩnh đầu tiên của Quốc gia Việt Nam                                                  |
| 2  | Lê Văn Viễn         | 1904-1970      | Thiếu tướng (1952)                     | Tư lệnh lực lượng Bình Xuyên                                  |                                                                                            |
| 3  | Trần Văn Soái       | ?-?            | Thiếu tướng (1952), Trung tướng (1953) | Tổng tư lệnh Quân đội Hòa Hảo                                 |                                                                                            |
| 4  | Nguyễn Văn Thành    | 1915-1972      | Thiếu tướng (1953)                     | Trung tướng (1951), Tổng tư lệnh Quân đội Cao Đài (1951-1953) | Bị ám sát bằng chất nổ ngày 22 tháng 11 năm 1972                                           |
| 5  | Nguyễn Văn Vỹ       | 1916-1981      | Thiếu tướng (1954)                     | Tham mưu trưởng Võ phòng Quốc trưởng                          | Chức vụ sau cùng: Trung tướng (1967), Tổng trưởng Quốc phòng Việt Nam Cộng hòa (1967-1972) |
| 6  | Nguyễn Văn Vận      | 1905-1999      | Thiếu tướng (1954)                     | Tư lệnh Đệ Tam Quân khu                                       |                                                                                            |
| 7  | Nguyễn Thành Phương | 1915-1972      | Thiếu tướng (1954), Trung tướng (1955) | Trung tướng (1953), Tổng tư lệnh Quân đội Cao Đài (1953-1955) |                                                                                            |
| 8  | Lê Văn Tất          | ?-?            | Thiếu tướng (1955)                     | Phó Tổng tư lệnh Quân đội Cao Đài (1953-1955)                 | Tỉnh trưởng Tây Ninh (1964-1965)                                                           |
| 9  | Trình Minh Thế      | 1922-1955      | Thiếu tướng (1955)                     | Tổng tư lệnh Lực lượng Cao Đài Liên Minh                      | Bị ám sát ngày 3 tháng 5 năm 1955. Được truy thăng Trung tướng                             |
| 10 | Văn Thành Cao       | 1922-?         | Thiếu tướng (1955)                     | Tổng tư lệnh Lực lượng Cao Đài Liên Minh                      | Tổng cục phó Tổng cục Chiến tranh Chính trị Việt Nam Cộng hòa (1972-1975)                  |